# التصويب التفاعلي
التصويب التفاعلي اصطلاح استحدثه نعمت غاندي اسما لآلية اقترحها في تعلم الطفل لغة قومه وقد نشر جزءا من هذه الآلية في الكتاب الأول له.

## مقتطف من شرحه
يقول نعمت غاندي في الكتاب : "فالطفل مع ترقب أبويه لكل حركة أو سكنة لطفلهما ولان حبهما له يجعل كل ما يصدر عنه من صوت أو حركة أو حبور واحيانا بكاء وعطاس وكحة مصدر أنس وابتهاج وانشراح أو تعاسة وقلق باد. 
وهذا الطفل يرقب سلوك من يحبوه تجاه سلوكه وهنا يعمل مبدأ دعوني أسميه "التصويب التفاعلي"، فيبدأ الطفل بتصويب أفعاله وأصواته إلى ما يرى أنه مريح له. 
مريح له لأن راحتهما كما يراها مريحة له
فتبدأ الأصوات عشوائية لتتصوب شيئا فشيئا حتى تكون كلمات 
تبدأ بكلمات دون جمل ومع استمرار ردود أفعال الأبوين يبدأ الطفل في اختيار الأصوات التي تنتج كلمات تريح والديه أو محيطه".

## محاولات أخرى
شغلت قضية تعلم الأطفال للغة مجتمعهم كثير من علماء النفس والاجتماع واللسانيات ومن أشهر من تطرق لها سكنر و تشومسكي و جان بياجيه ويعد مفهوم التصويب التفاعلي قريبا جدا من تناول سكنر للقضية .

## تشابه مع مفهوم سكنر
لم يفصل نعمت غاندي في مفهومه ليتبين إن كان مفهومه هو مفهوم سكنر بالضبط فهو - كما يقول - كان مشغولا في موضوع كتابه دون الاستغراق في القضية ولكنه قد أوضح أنه لا يزعم أنه طالع جميع كتب أهل الشأن وأنما تطرق للمسألة بقدر تعلقها بكتابه.
1. ↑  نعمت غاندي - الكتاب الأول